# Miguel Ángel Serrano
Miguel Ángel Serrano Rubio (Segovia, 7 de octubre de 1966) es un ex-ciclista profesional español. Fue profesional los años 1989 y 1990.
Siempre estuvo ligado a los equipos dirigidos por Javier Mínguez, primero BH que después pasó a denominarse Amaya Seguros.
Su labor siempre era la de gregario de los diferentes jefes de filas que tuvo.

## Equipos
- BH Sport (1989)
- BH-Amaya Seguros (1990)